# Fantastic (álbum)
Fantastic cuya traducción significa Fantástico es el primer álbum del dúo británico de música pop Wham! Lanzado el 9 de julio de 1983, alcanzó el # 1 en las listas del Reino Unido de Gran Bretaña e Irlanda del Norte (Reino Unido). Se incluyen los sencillos previamente lanzados "Young Guns", "Wham! Rap" y "Bad Boys". "Club Tropicana" también fue lanzado como sencillo, al igual que "Club Fantastic Megamix".
El álbum también cuenta con una pista oculta (interpretado en un piano honky tonk), que se incluye en los últimos 20 segundos de la canción "Young Guns (Go For It)".
El álbum ha vendido 3,750,000 de copias en todo el mundo.

## Canciones

### CD
(Todas las canciones son escritas por George Michael, excepto las indicadas.)
1. "Bad Boys" – 3:19
2. "Ray Of Sunshine" – 4:43
3. "Love Machine" – 3:19 (Pete Moore, Billy Griffin)
4. "Wham! Rap (Enjoy What You Do)" – 6:41 (Michael, Andrew Ridgeley)
5. "Club Tropicana" – 4:28 (Michael, Ridgeley)
6. "Nothing Looks The Same In The Light" – 5:53
7. "Come On" – 4:24
8. "Young Guns (Go For It!)" – 3:55

### Cassette/LP
(Todas las canciones son escritas por George Michael, excepto las indicadas.)
- Side One

1. "Bad Boys" – 3:19
2. "Ray Of Sunshine" – 4:43
3. "Love Machine" – 3:19 (Pete Moore, Billy Griffin)
4. "Wham! Rap (Enjoy What You Do)" – 6:41 (Michael, Andrew Ridgeley)

- Side Two

1. "Club Tropicana" – 4:28 (Michael, Ridgeley)
2. "Nothing Looks The Same In The Light" – 5:53
3. "Come On" – 4:24
4. "Young Guns (Go For It!)" – 3:55

## Reedición
La lista de canciones de la primera edición del CD y casete de cinta original incluyen 3 bonus tracks intercaladas dentro de la lista de canciones originales, que consiste en remezclas instrumentales. Esta lista de canciones se utilizan de nuevo con la reedición de 1998 de la CD.
1. "Bad Boys" – 3:19
2. "Ray Of Sunshine" – 4:43
3. "Love Machine" – 3:19 (Pete Moore, Billy Griffin)
4. "Wham! Rap (Enjoy What You Do)" – 6:41 (Michael, Andrew Ridgeley)
5. "A Ray Of Sunshine (Instrumental Remix)" - 5:40
6. "Love Machine (Instrumental Remix)" - 3:28
7. "Club Tropicana" – 4:28 (Michael, Ridgeley)
8. "Nothing Looks The Same In The Light" – 5:53
9. "Come On" – 4:24
10. "Young Guns (Go For It!)" – 3:55
11. "Nothing Looks The Same In The Light (Instrumental Remix)" - 6:40

## Personal
- Batería, percusiones - Graham Broad, Andy Duncan, Luis Jardim, Tony Moroni, Trevor Murrell.
- Bajos - Brad Lang, John MacKenzie.
- Guitarras - Robert Ahwai, Andrew Ridgeley, Paul Ridgeley.
- Teclados - Jess Bailey, Bob Carter, Anne Dudley, Tommy Eyre.
- Cuernos - Raoul, Baps, Guy Barker, Paul Cox, Geoff Daley, Martin Drover, Colin Graham, Chris Hunter, Roddy Lorimer, Iain MacKintosh, Ian Ritchie.
- Gritos - Dave Mortimer, Paul Ridgeley.

## Éxito en las listas
| Lista (1985)      | Mejor Posición |
| ----------------- | -------------- |
| UK Albums Chart   | 1              |
| USA Billboard 200 | 127            |